# BRZRKR
BRZRKR es una serie de cómics creado y escrito por Keanu Reeves y Matt Kindt y dibujada por Ron Garney. El cómic sigue a un guerrero inmortal, conocido como Berzerker, en su lucha a través de los tiempos. El primer número de la serie limitada de 12 números fue publicado el 3 de marzo de 2021 por Boom! Studios. Recaudó más de 1,4 millones de dólares en su campaña de financiación en Kickstarter.

## Descripción
El título hace referencia a los berserkers, guerreros vikingos conocidos por su ferocidad en combate. La trama sigue a B, un soldado que trabaja para el gobierno de Estados Unidos en misiones peligrosas y es objeto de experimentos avanzados que le otorgan la capacidad de regeneración y la inmortalidad.
A lo largo de la serie de doce números, B se ve envuelto en situaciones violentas y peligrosas que le llevan a cuestionarse su propia existencia y su papel en el mundo. Aunque el cómic presenta una gran cantidad de violencia y acción, también se centra en explorar la psicología del personaje principal y su lucha por encontrar su lugar en el mundo.
Uno de los aspectos más destacados de BRZRKR es el parecido físico del personaje principal con el actor Keanu Reeves, aunque este no lo ha interpretado en la pantalla pero sí creado por él. La serie también presenta una amplia variedad de personajes secundarios, cada uno con su propia historia y motivaciones.
Aunque la serie ha sido comparada con otros cómics de acción y violencia como Wolverine y La vieja guardia, BRZRKR también busca alejarse del estereotipo del "elegido" que se encuentra en muchos otros cómics de superhéroes. En su lugar, presenta a un protagonista más complejo y castigado por la vida, que se ve a sí mismo como una herramienta en manos del gobierno de Estados Unidos.

## Recepción
El número 1 vendió más de 615.000 ejemplares, convirtiéndose en el número más vendido desde el número 1 de Star Wars en 2015. Recibió buenas críticas, con una media de 8,5/10 de 20 críticos en ComicbookRoundup.

## Ediciones recopiladas
| Título        | Material recogido | Fecha de publicación | ISBN                |
| ------------- | ----------------- | -------------------- | ------------------- |
| BRZRKR Vol. 1 | BRZRKR #1-4       | Noviembre 2021       | ISBN 978-1684156856 |
| BRZRKR Vol. 2 | BRZRKR #5-8       | Septiembre 2022      | ISBN 978-1684158157 |
| BRZRKR Vol. 3 | BRZRKR #9-12      | Octubre 2023         | ISBN 978-1684157129 |

## Adaptaciones
El 22 de marzo de 2021, Netflix anunció que estaba desarrollando una adaptación cinematográfica de acción real y una serie de anime de seguimiento basada en los cómics con Reeves como protagonista. En octubre de 2021, Mattson Tomlin estaba escribiendo la adaptación cinematográfica de acción real.
En julio de 2022, durante el panel de Keanu Reeves en la San Diego Comic-Con 2022, se anunció que la adaptación de la serie de anime sería producida por Production I.G y tendría dos temporadas.